# Ишбулатов, Хаджи-Ахмет Исхакович
Ишбулатов (Ижбулатов) Хаджи-Ахмет Исхакович (тат. Ишбулатов Хаҗиәхмәт Исхак улы; 1851—1921) — военный деятель, активный участник Башкирского национального движения, генерал-лейтенант.

## Биография
Ишбулатов Хаджи-Ахмет родился 16 марта 1851 года, село Удрякбаш Уфимского уезда Уфимской губернии (ныне Благоварского района Башкортостана) семье походного старшины 3-го мещеряцкого кантона Исхака Мухаметрахимовича — участника Отечественной войны 1812 года. По разным источникам по национальности татарин.
В 1866 году закончил Азиатское отделение Оренбургского Неплюевского кадетского корпуса.
В 1908 году ушёл в отставку в чине генерал-майора.
Во время Первой мировой войны 9 июля 1915 года был возвращён на службу, а 27 июля назначен командующим 146-го пехотного запасного батальона. 9 февраля 1916 года был уволен от службы.
С 18 апреля 1916 года вновь возвращен на фронт и назначен командиром 152-го пехотного запасного полка.
После Февральской революции, в 1917 году был назначен начальником гарнизона города Белебей Уфимской губернии. С 8 января 1918 года стал командиром 1-й Мусульманской стрелковой бригады, после роспуска которой возвратился на родину в апреле того же года.
Летом 1918 года Ишбулатов привлекался Башкирским Центральным Шуро на службу в Башкирское войско, части которой воевали в Урало-Поволжском регионе против РККА.
С 28 июля 1918 года был назначен начальником 1-й Башкирской пехотной дивизии и далее командиром Башкирского корпуса. В октябре был произведён в чин генерал-лейтенанта. С 22 ноября того же года — начальник Башкирского войскового управления.
В декабре 1918 года отошёл от военных дел. 14 февраля 1919 года вместе с Башкирским войском перешёл на сторону Красной армии.

## Награды
- Орден Святого Станислава 3-й степени с мечами;
- Орден Святой Анны 3-й степени;
- Орден Святого Станислава 2-й степени;
- Орден Святой Анны 2-й степени;
- Орден Святого Владимира 4-й степени.

## Память
- В деревне Удрякбаш Благоварского района Республики Башҡортостан установлен бюст[5].
- В Демском районе Уфы появилась улица, названная в честь генерала Ишбулатова.